# أبراهام هارتسفيلد
أبراهام هرتسفلد ((بالعبرية: אברהם הרצפלד‏)، 5 يونيو 1891 – 30 أغسطس 1973) كان ناشط صهيوني و سياسي إسرائيلي.

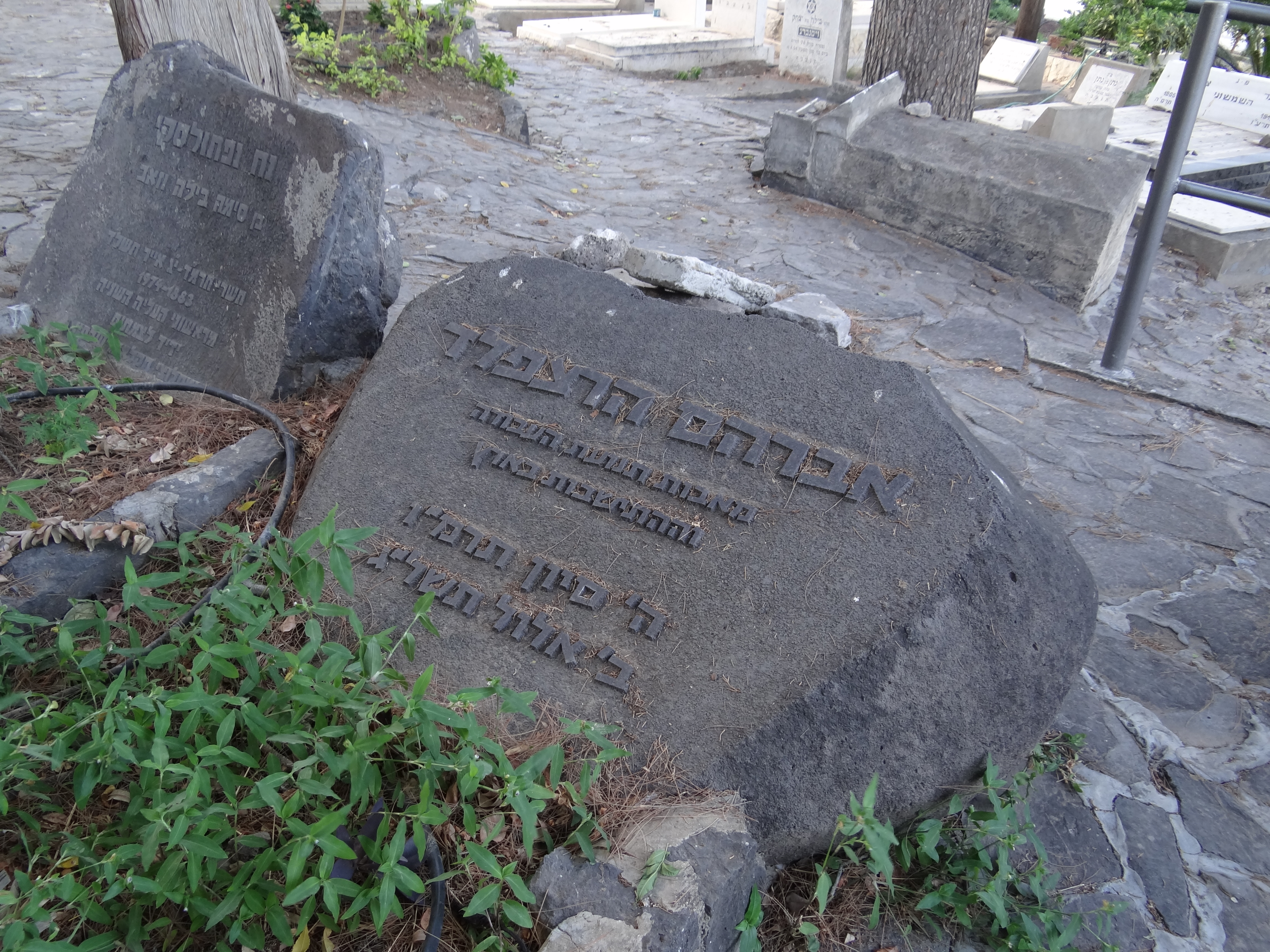
قبر هرتسفلد، مقبرة طبريا

ولد هرتسفلد في ستافيتش، الإمبراطورية الروسية (اليوم في أوكرانيا) عام 1891. التحق بمدرسة دينية يهودية (يشيفا) وتم اعتماده كحاخام. في عام 1906، انضم إلى الصهاينة الاشتراكيين. ألقي القبض عليه في فيلنا في عام 1910 للأنشطته الثورية، وتم نفيه إلى سيبيريا. في عام 1914، هاجر إلى فلسطين العثمانية وعمل كعامل زراعي في مستعمرة بتاح تكفا. خلال الحرب العالمية الأولى، كان هرتسفلد نشط نيابة عن أعضاء اليشوڤ (المستوطنون الصهاينة) الذين اعتقلوا من قبل السلطات العثمانية. من 1914 حتى 1918 كان عضوا في حزب بوعله صهيون.
توفي في عام 1973. منزله في حولون أصبح بمثابة متحف تاريخي للمدينة.

## وصلات خارجية
- ملفه على موقع الكنيست